# Lluís XI de França
Lluís XI de França el Prudent (Bourges, Cher 1423 - Castell de Plessis-lèz-Tours, Indre i Loira 1483), va ser rei de França (1461-1483), el sisè rei de la branca coneguda com Valois de la dinastia dels Capets.

## Orígens familiars
Nasqué el 3 de juliol de 1423 sent el fill primogènit del rei Carles VII de França i la seva esposa Maria d'Anjou. Per línia paterna era net del rei Carles VI de França i Elisabet de Baviera, i per línia materna del duc Lluís I d'Anjou i Violant d'Aragó.

## Núpcies i descendents
Es casà el 24 de juny de 1436 a Tours amb la princesa Margarida d'Escòcia, filla del rei Jaume I d'Escòcia i la comtessa Joana de Beaufort. D'aquest matrimoni no tingueren fills ja que Margarida va morir amb tan sols 20 anys.
Es casà, en segones núpcies, el 14 de febrer de 1451 a Chambery amb Carlota de Savoia, filla del duc Lluís I de Savoia i la princesa de Xipre Anna de Lusignan. D'aquest matrimoni nasqueren:
- el príncep Joaquim de França (1459)
- la princesa Lluïsa de França (1460)
- la princesa Anna de França (1462-1522), regent de França, casada el 1473 amb el duc Pere II de Borbó
- la princesa Joana de Valois (1464-1505), casada el 1476 amb el príncep Lluís d'Orleans
- el príncep Lluís de França (1467)
- el príncep Carles VIII de França (1470-1498), rei de França
- el príncep Francesc de França (1472-1473), duc de Berry

## Delfí de França

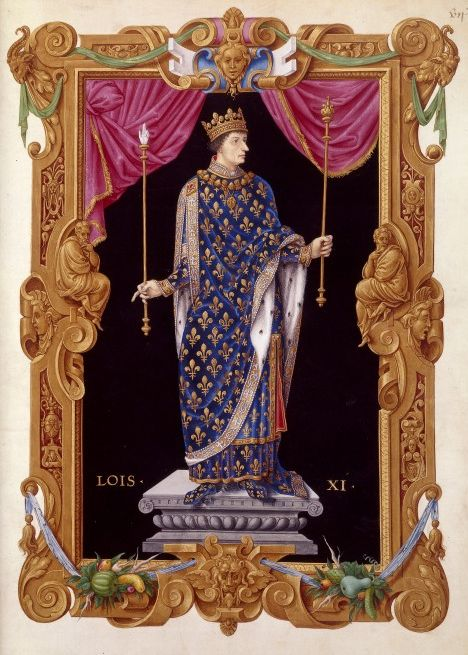
Lluís XI de França

Entre febrer i maig de 1437 visità el Llenguadoc i va manar reconquerir les places angleses de Velay. Posteriorment acompanyà al seu pare a l'entrada a París, acabada de reconquerir per les tropes franceses d'Artur III de Bretanya, el condestable Richemont, i que havia estat en mans franceses des de la Presa de Paris en 1420.
Al maig de 1439, el seu pare el va designar tinent general al Llenguadoc. Per aquest càrrec podia triar els seus propis consellers i capitans. El febrer de 1440, després d'una entrevista amb Joan II d'Alençon, provocà l'aixecament conegut amb el nom de la Pragueria, rebel·lió de grans senyors feudals descontents amb el rei així com de Dunois, el mariscal de La Fayette o Georges de Trémoille. Aquesta rebel·lió del delfí va ser explicada per l'absència de responsabilitat o del manteniment del poder reial. Carles VII havia vist com les prerrogatives atorgades al senyors feudals causaven un efecte desastrós en la unitat del camp francès i atacavent directament la unitat de l'estat centralitzat que tant anhelava. Carles VII sufocà la rebel·lió però pel sotmetiment del príncep hereu li hagué de concedir el títol de delfi.
El 1445 morí la seva primera esposa i l'any següent la seva mare tingué un nou infant, Carles d'Anjou. Desitjant tenir un hereu es casà en segones núpcies amb Carlota de Savoia, filla del duc Lluís I de Savoia, de tan sols vuit anys. La princesa rebé el sorprenent dot de 200.000 escuts, 12.000 en efectiu. Amb aquest casament se segellà un acord d'amistat entre el duc de Savoia i el mateix delfí.
Davant aquest pacte, el rei francès Carles VII envià un exèrcit contra el delfinat i la mateixa Savoia. El delfí Lluís demanà una treva però el seu pare no li concedí i hagué de fugir al Franc Comtat el 1456. A partir d'aquell moment restà a la cort de Felip III de Borgonya, el qual li realitzà el jurament de vassallatge, fins a la seva coronació com a rei de França.

## Rei de França
El 1461 morí el rei Carles VII davant la indiferència del seu propi fill. Lluís XI es feu coronar a la catedral de Reims tres setmanes després de la seva mort i entrà a París el 30 d'agost del mateix any.

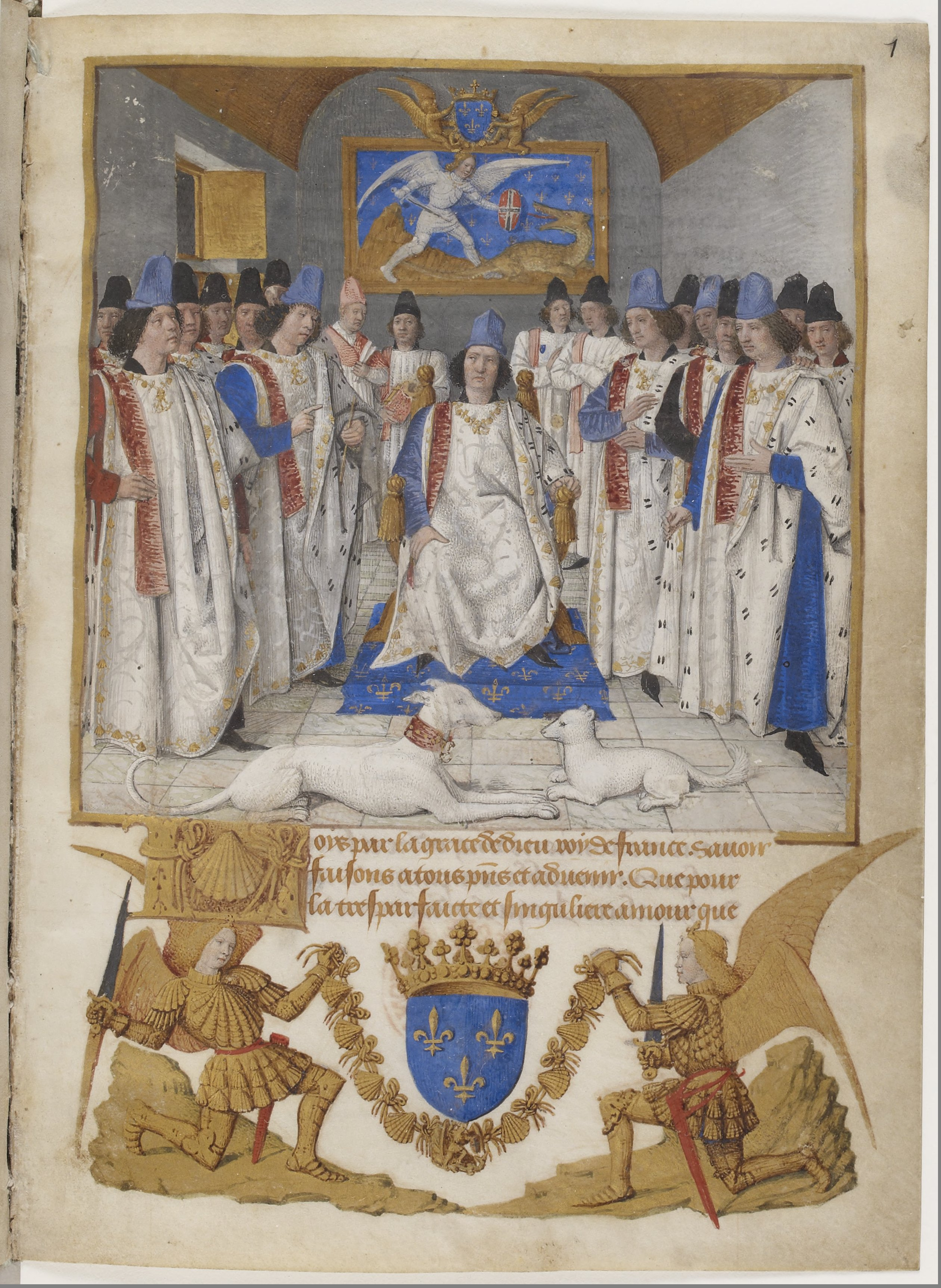
Louis XI préside le chapitre de Saint-Michel (Lluís XI presLouis XI préside le chapitre de Saint-Michel.jpgidint la capella de Sant Miquel), pintura de Jean Fouquet de 1470

La primera acció del monarca fou beneficiar-se de la crisi de successió a la Corona d'Aragó.
Aprofitant la Guerra Civil catalana, que enfrontà el comte-rei aragonès amb el seu fill Carles de Viana primer, i després de la mort d'aquest amb les ciutats catalanes, intentà prendre el control del poder a Catalunya. La Diputació del General, però, no l'escollí com a comte de Barcelona i davant aquesta negativa s'alià amb Joan el Sense Fe pel Tractat de Saragossa aixecant un exèrcit de 22.000 homes comandats pel Gastó IV de Foix que va envair el Rosselló el 9 de juliol derrotant amb facilitat a Jofre VII de Rocabertí a la batalla d'El Pertús i aixecant el Setge de la Força Vella. Pel Tractat de Baiona de 1462 Joan el Sense Fe pagà certes rendes sobre el comtat de la Cerdanya a canvi d'ajuda. El rei francès s'apoderà dels comtats en pocs dies l'agost de 1462 deixant Bernat d'Oms i de Santapau com a governador dels comtats, però l'auge de la resistència nordcatalana va obligar-lo a enviar-hi un exèrcit francès comandat pel duc de Nemours Jaume d'Armanyac el gener de 1463 prenent el dia 8 Perpinyà i el 13 Cotlliure, i va enviar Jean de Montauban com ambaixador a Castella perquè Enric IV dubtava a assumir la Corona d'Aragó, atès que els regnes de Aragó i de València no s'havien sumat a la rebel·lió catalana. De les gestions de l'ambaixador va sorgir la idea que el rei francès, com a aliat de tots dos contendents, actués com a àrbitre en el conflicte que els enfrontava. A principis d'abril van començar les negociacions entre els representants dels reis de Castella, Aragó i França, i el 23 es va fer pública la Sentència arbitral de Baiona per la qual el castellà es comprometia a retornar les places fortes que havia pres als regnes de Navarra, Aragó i València i renunciar al Principat. L'ocupació del comtat de la Cerdanya tindria lloc quan Puigcerdà va ser presa el 16 de juny.
El 1465 s'enfrontà a la Lliga del Bé Públic, una coalició de nobles feudal contra l'autoritat reial, obligant el rei a una resposta militar. Sense poder vèncer als revoltats a la batalla de Montlhéry, va entrar a París el 18 de juliol de 1465, Lluís XI hi organitzà la defensa i el 19 de juliol els exèrcits borgonyons i bretons dels comtes d'Armagnac i d'Albret i el duc de Lorena es van reunir per posar setge a Paris, d'on va sortir el 10 d'agost cap a Rouen i envia provisions a París el 28 d'agost, amb un poderós exèrcit com a reforç. El 3 de setembre es va signar una treva, que no va impedir als lliguistes prendre Pontoise i Rouen. Els combatents d'ambdós costats no saben com acabar-ho i el rei va pactar la pau amb concessions als revoltats.
Lluís XI de França aconseguí estendre les fronteres del regne fins a gairebé les actuals avui dia, exceptuant la Bretanya, Lorena i el Rosselló.
Amb l'emperador Frederic III del Sacre Imperi Romanogermànic va firmar un tractat bilateral, mitjançant el qual França s'annexava part del ducat de Borgonya a canvi del comtat de Flandes, que anava a parar a mans imperials. Així mateix lluità contra Renat I de Nàpols, el qual cedí els seus drets sobre Artois, Anjou i la Provença al rei francès.

### Connexions italianes
El matrimoni del 14 de febrer de 1451 entre Lluís, de 28 anys, i Carlota de Savoia, de 8, va ser el veritable inici de la implicació francesa en els afers d'Itàlia. La península italiana era un espai compacte i políticament competitiu dominat per cinc potències: Venècia, Milà, Florència, el Papat i el Regne de Nàpols. Al costat d'aquestes cinc grans potències regionals, hi havia una dotzena d'estats més petits a Itàlia que canviaven constantment les polítiques i canviaven les aliances entre i cap a les diferents potències regionals. La ciutat/estat de Gènova i l'estat naixent de Savoia, centrat en la ciutat de Torí, van ser exemples d'aquestes potències menors al nord d'Itàlia. Fins i tot la Lliga Itàlica —la combinació de les cinc grans potències d'Itàlia que havia nascut a partir del Tractat de Lodi de 1454— estava en constant reajustament intern.

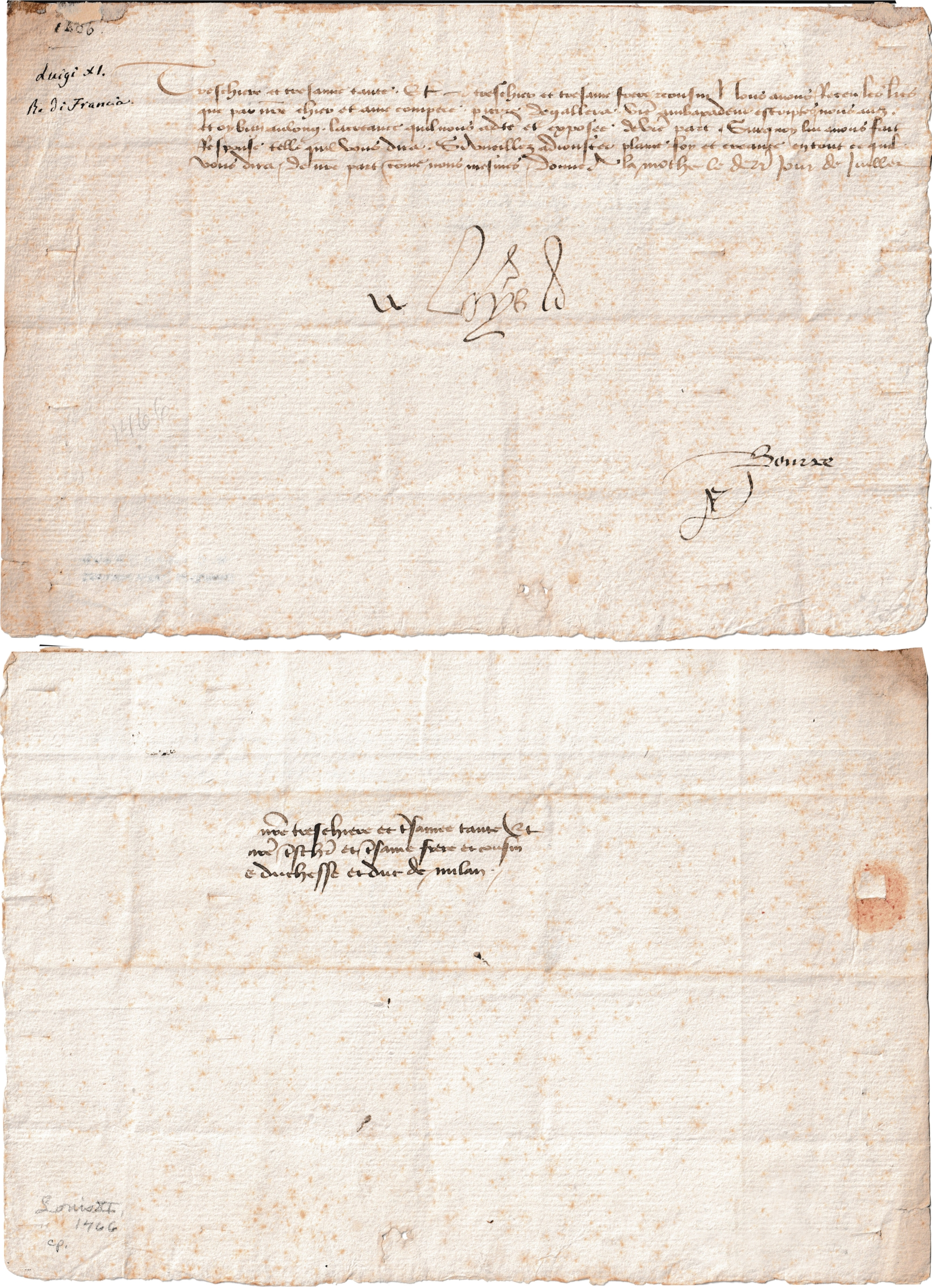
Carta de Lluís XI a la duquessa vídua i al duc de Milà; 31 de juliol de 1466

Tant Lluís XI com el seu pare Carles VII havien estat massa ocupats amb les seves lluites amb Borgonya com per prestar molta atenció als afers polítics que cremaven a Itàlia. A més, Lluís va tenir la seva atenció allunyada d'Itàlia pels desacords amb els governants d'Anglaterra i les seves lluites amb Maximilià d'Àustria, que es va casar amb l'hereu de Carles l'Atrevit, Maria de Borgonya, i volia mantenir intacta la seva herència territorial. Tanmateix, la mort del duc de Borgonya el 1477, que va resoldre de manera concloent la qüestió de la posició de Borgonya sota el tron francès, la conclusió del Tractat de Picquigny amb Anglaterra el 1475 i la resolució pacífica el 1482 de la disposició del L'herència borgonyesa deixada a Maria de Borgonya va permetre finalment a Lluís XI dirigir la seva atenció cap a Itàlia.
Vist des dels estats italians, la mort del duc de Borgonya el 1477 i la caiguda resultant del seu ducat com a amenaça per al tron francès van indicar grans canvis en les relacions dels estats amb el regne de França.
Malgrat la seva connexió per matrimoni amb la casa reial de Savoia, Lluís XI va mantenir una forta relació amb Francesco I Sforza, el duc de Milà, que era un enemic tradicional de Savoia. Com a confirmació de l'estreta relació entre Milà i el rei de França, Sforza va enviar el seu fill Galeazzo Maria Sforza per ajudar Lluís XI en la seva guerra contra la Lliga del Benestar Públic el 1465 al capdavant d'un gran exèrcit.  Més tard, van sorgir diferències entre França i Milà que van fer que Milà busqués maneres de separar-se de la dependència dels francesos. No obstant això, amb la caiguda de Borgonya el 1477, França va ser vista sota una nova llum per Milà, que ara va reparar ràpidament la seva relació amb Lluís XI. Així mateix, l'antic enemic de França, el rei Ferran I de Nàpols, va començar a buscar una aliança matrimonial entre el Regne de Nàpols i França. Lluís XI també va obrir noves relacions d'amistat amb els Estats Pontificis, oblidant la passada devoció dels papes pel duc de Borgonya. Al gener de 1478, va signar un tractat favorable amb la República de Venècia.
La participació francesa en els afers d'Itàlia seria portada a nous nivells pel fill de Lluís XI Carles VIII el 1493, quan va respondre a una crida d'ajuda de Ludovico Sforza, el fill petit de Francesco Sforza, que va provocar una invasió d'Itàlia. Això es convertiria en un punt d'inflexió important en la història política italiana.

## Mort

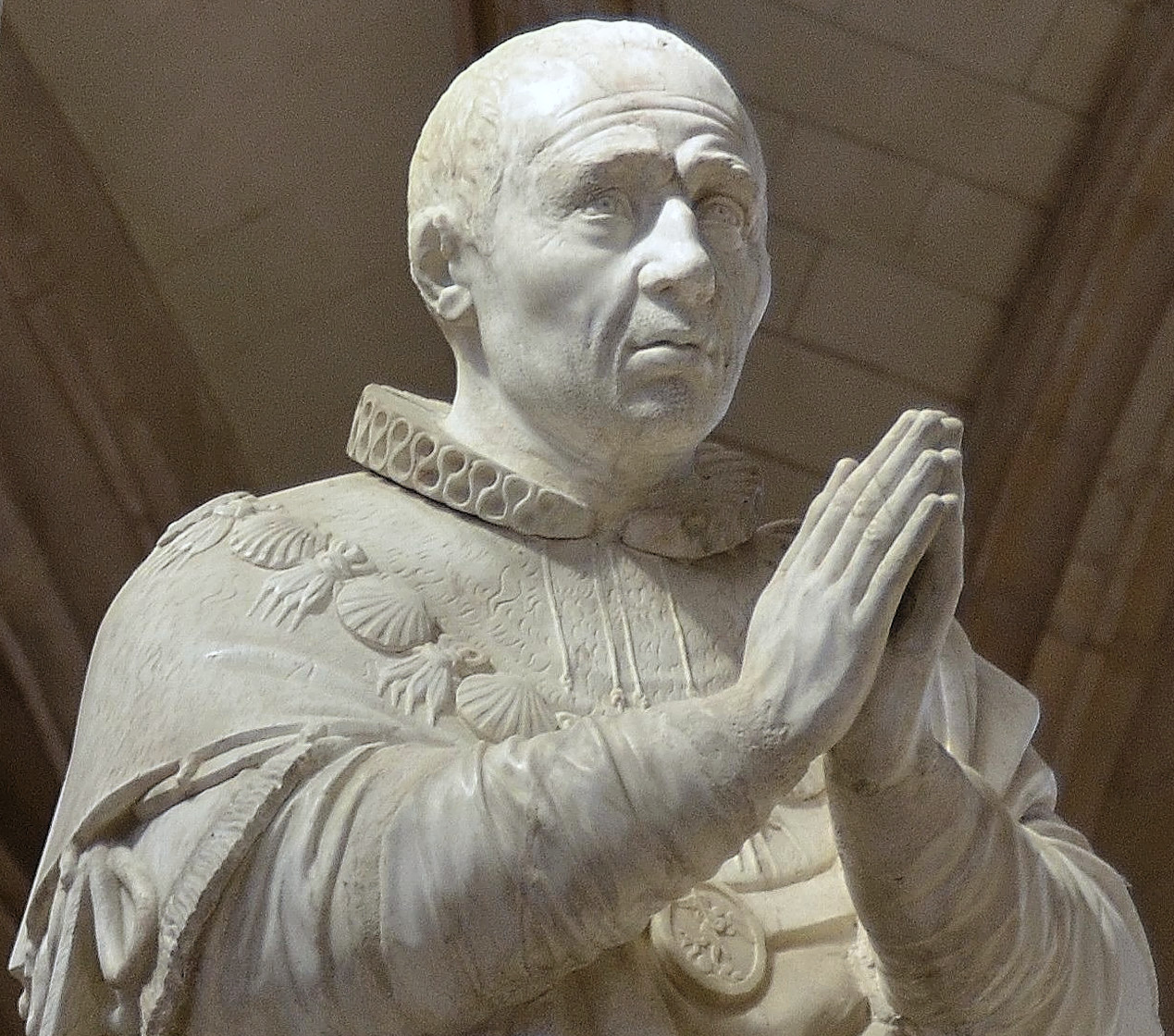
1622 efígie a Cléry-Saint-André

Lluís XI, després d'haver patit atacs d’apoplexia i anys de malaltia, va morir el 30 d'agost de 1483  a Plessis-lez-Tours, departament d'Indre i Loira i va ser enterrat a la basílica de Notre-Dame de Cléry a Cléry-Saint-André al districte d'Orleans.. La seva vídua, Charlotte, va morir uns mesos després, i està enterrada amb ell. Lluís XI va ser succeït pel seu fill Carles VIII, que tenia tretze anys. La filla gran de Louis, Anne, es va convertir en regent en nom de Charles.

### Llegat
Desitjós d'obtenir informació sobre els seus enemics, Lluís va crear, a partir de 1464, una xarxa de relleus postals per tota França, que va ser un precursor del modern servei postal francès.
Lluís va desenvolupar el seu regne fomentant les fires i la construcció i manteniment de carreteres. Lluís XI va perseguir l'organització del regne de França amb l'ajuda de funcionaris burgesos. En uns quants aspectes, Lluís XI va perfeccionar el marc del govern francès modern que havia de durar fins a la Revolució Francesa. Així, Lluís XI és l'un dels primers reis moderns de França que va contribuir a treure-la de l'Edat Mitjana.
Lluís XI era molt supersticiós  i es va envoltar d’astròlegs. Interessat per la ciència, una vegada va perdonar un home condemnat a mort amb la condició que servis com a subjecte de prova per a una operació de càlculs biliars.
Mitjançant les guerres i l'astúcia, Lluís XI va vèncer els senyors feudals de França, majoritàriament independents, i en el moment de la seva mort al castell de Plessis-lez-Tours, havia unit França i posat les bases d'una monarquia forta. Era, però, un home secret i solitari, i pocs van plorar la seva mort.
Malgrat la perspicàcia política de Lluís XI i la política general de Realpolitik, Niccolò Maquiavel el va criticar durament al capítol 13 d’El príncep, titllant-lo de miop i imprudent per abolir la seva pròpia infanteria en favor dels mercenaris suïssos.